# Håsjö nya kyrka
Håsjö nya kyrka är en kyrkobyggnad i Västanede i Härnösands stift. Den är församlingskyrka i Hällesjö-Håsjö församling.

## Kyrkobyggnad
Ursprungligen uppfördes en kyrka 1877 i byn Västanede, sedan bebyggelsen i socknen förskjutits till trakterna kring Övsjön norr om byn. Den första kyrkan uppfördes 1877 efter Ludvig Hedins ritningar. Det var en träkyrka, som förstördes av brand 1901. I socknen finns även Håsjö gamla kyrka från 1684 bevarad. Den nuvarande kyrkan uppfördes 1909-1911 av byggmästaren O. P. Hellman från Östersund efter ritningar utförda av Adolf Emil Melander. Den invigdes i april 1911 av biskop Ernst Lönegren och då sjöngs psalmen Fädernas kyrka, som därefter kommit att betraktas som Håsjöpsalmen.. 
Arkitekten strävade efter en nationell arkitektur och var även uttalat inspirerad av de rivna träkyrkorna i Näskott och Bräcke. Byggnaden är en treskeppig basilika med förhöjt mittskepp, lägre kor i öster, ett vapenhus i väster och två förstugor på långsidorna. Fasaderna är klädda med tjärat kyrkspån och har varmgrönt foder runt dörrar och fönster. Taken är tegeltäckta. Långhuset har en mängd rundbågade och spröjsade fönster — stora i mittskeppet och mindre i sidoskeppen. 
Kyrkorummet är öppet och ljust genom att det har en så kallad öppen takstol. Rundbågar finns mellan mittskeppet och sidoskeppen. Rundbågarna bärs av kolonner. I norr finns en orgelläktare. Tak och väggar var till en början klädda med pärlspontpanel målad med ljus oljefärg. Koret var smalt och högt med runda fönster mot kortväggen. 
Vid en totalrenovering 1962-1963 under ledning av Lars Åkerlund förändrades interiören genom att väggarna kläddes med ny laserad furupanel. Korfönstret sattes igen och den treklöverformade bågen mellan koret och långhuset förenklades till en rundbåge. Interiören målades om i ny färgskskala, framtagen av Lennart Örnberg, där takstolar och dörrar fick en blekt gul färgsättning, medan bänkar och fönsteromfattningar blev blågrå. Även nya takarmaturer tillkom i mittskeppet.

## Inventarier
- Altartavla målad 1921 av Gabriel Strandberg som föreställer Kristus omgiven av fyra lärjungar.
- Predikstolen har som enda dekoration en förgylld törnekrans, som ursprungligen tillhörde den nedbrunna kyrkans altarkors.
- Dopfunten är av mässing och silver och tillverkad 1962 av silversmeden Kerstin Öhlin-Lejonklou.
- Mässhake från 1837

### Orgel
En orgel beställdes 1904 av Setterquist & Son, Örebro, på 11 stämmor.
Orgeln är tillverkad 1935 av Lindegren Orgelbyggeri AB. Den har tjugo stämmor fördelade på två manualer och pedal efter att ha byggts om och utökats 1963.

## Klockstapel
Samtidigt med kyrkan uppfördes även den högresta klockstapeln med öppen stolpresning och en kraftig lökkupol. Arkitekt Melanders förebilder var 1700-talets jämtländska klockstaplar.

## Bilder

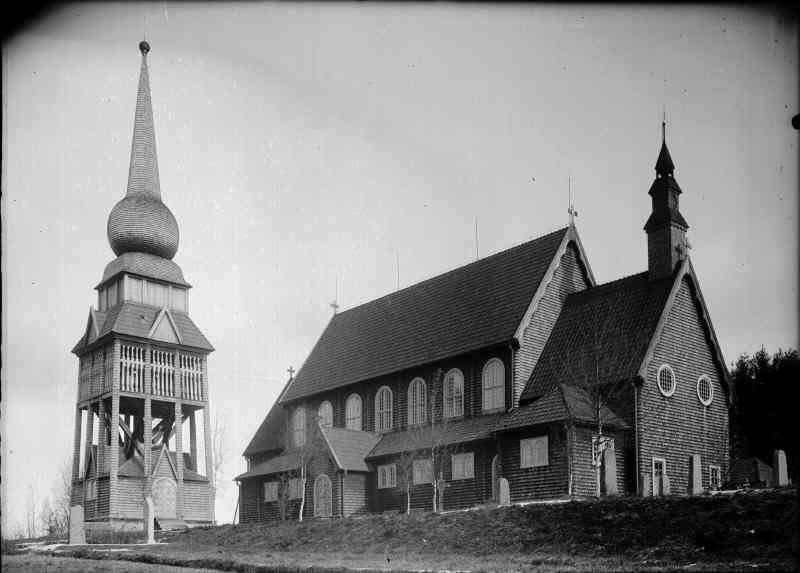
Kyrklan från sydöst 1927
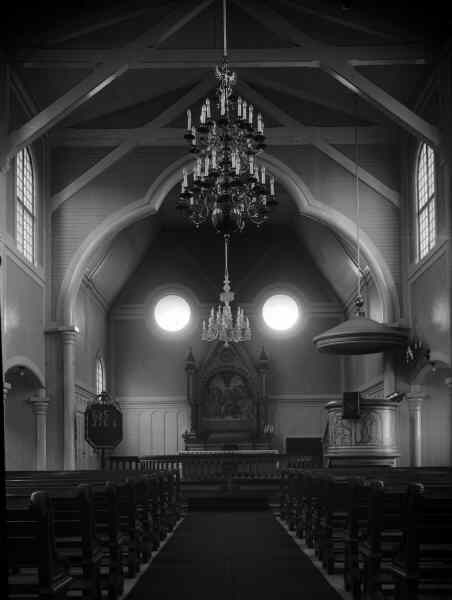
Båge och runda korfönster som borttogs 1963.
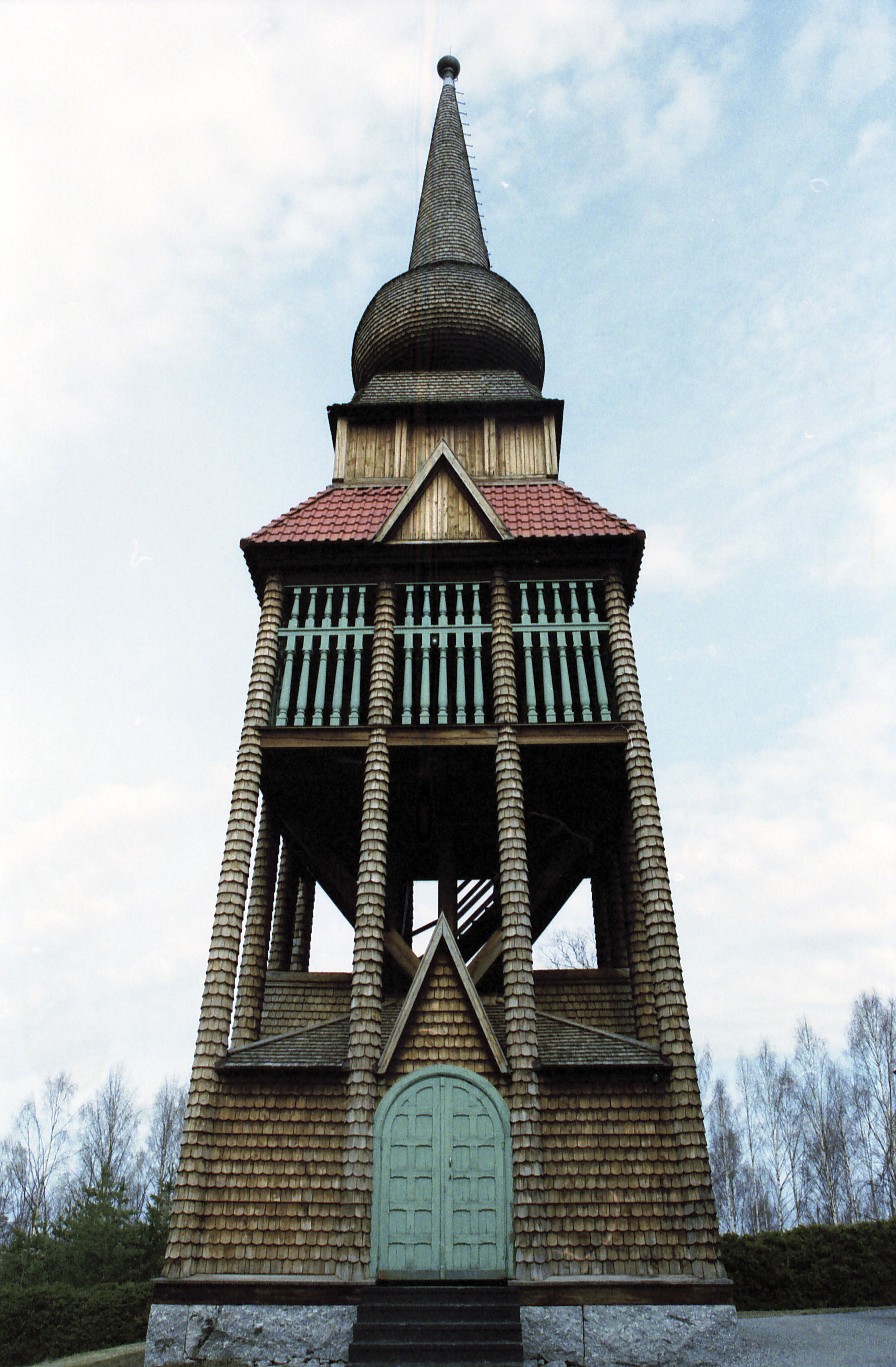
Klockstapeln.
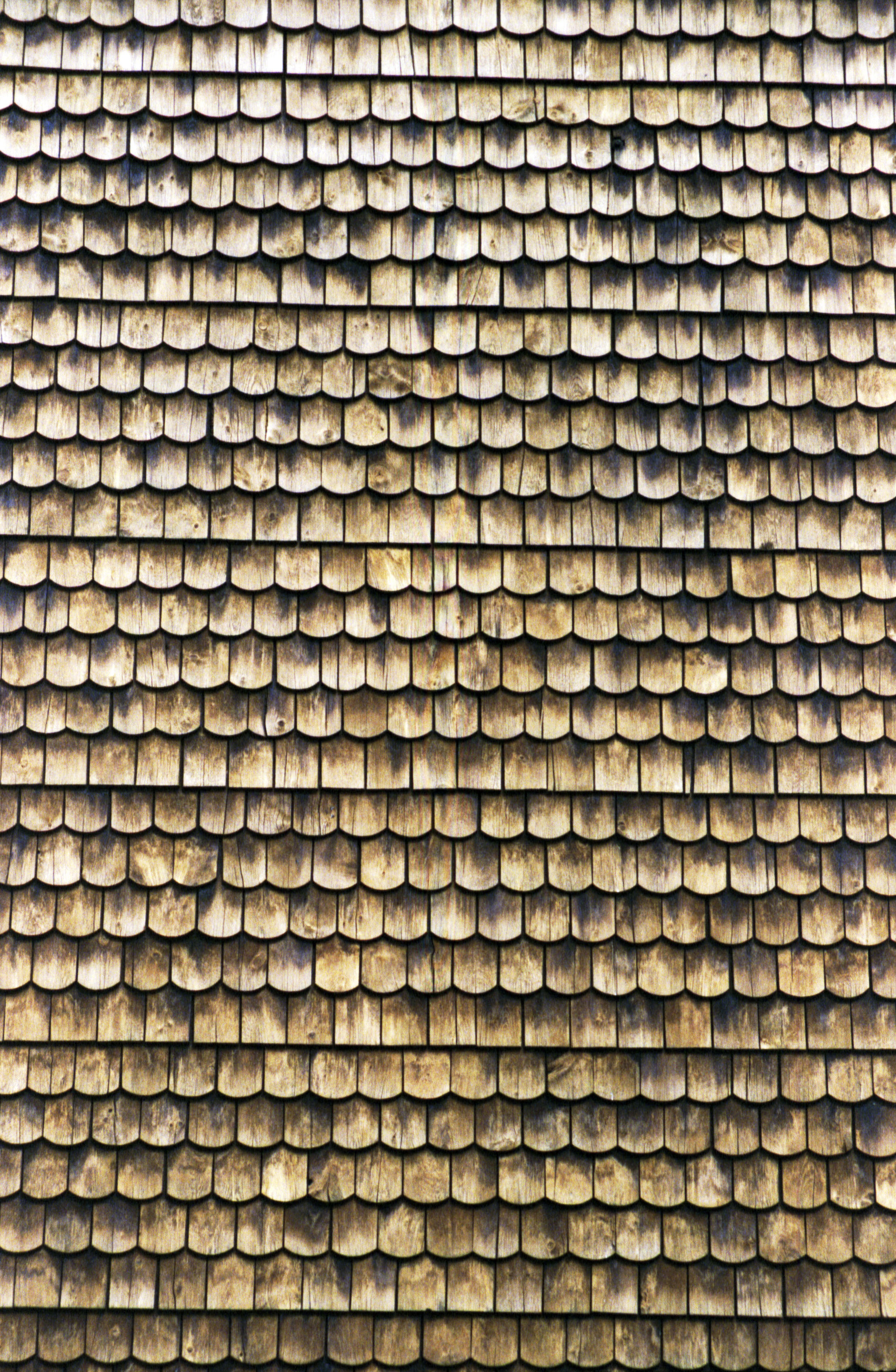
Detalj av spåntäckt fasad.